# Типас
Типас (также известный как Серро Казадеро или Серро Вальтер Пенк) — массивный сложный вулкан в Андах, расположенный на северо-западе Аргентины, провинция Катамарка, департамент Тиногаста, в Пуна-де-Атакама. Находится к юго-западу от Охос-дель-Саладо, самого высокого вулкана в мире. Сам Типас считается третьим по высоте действующим вулканом в мире.

## Вулканизм

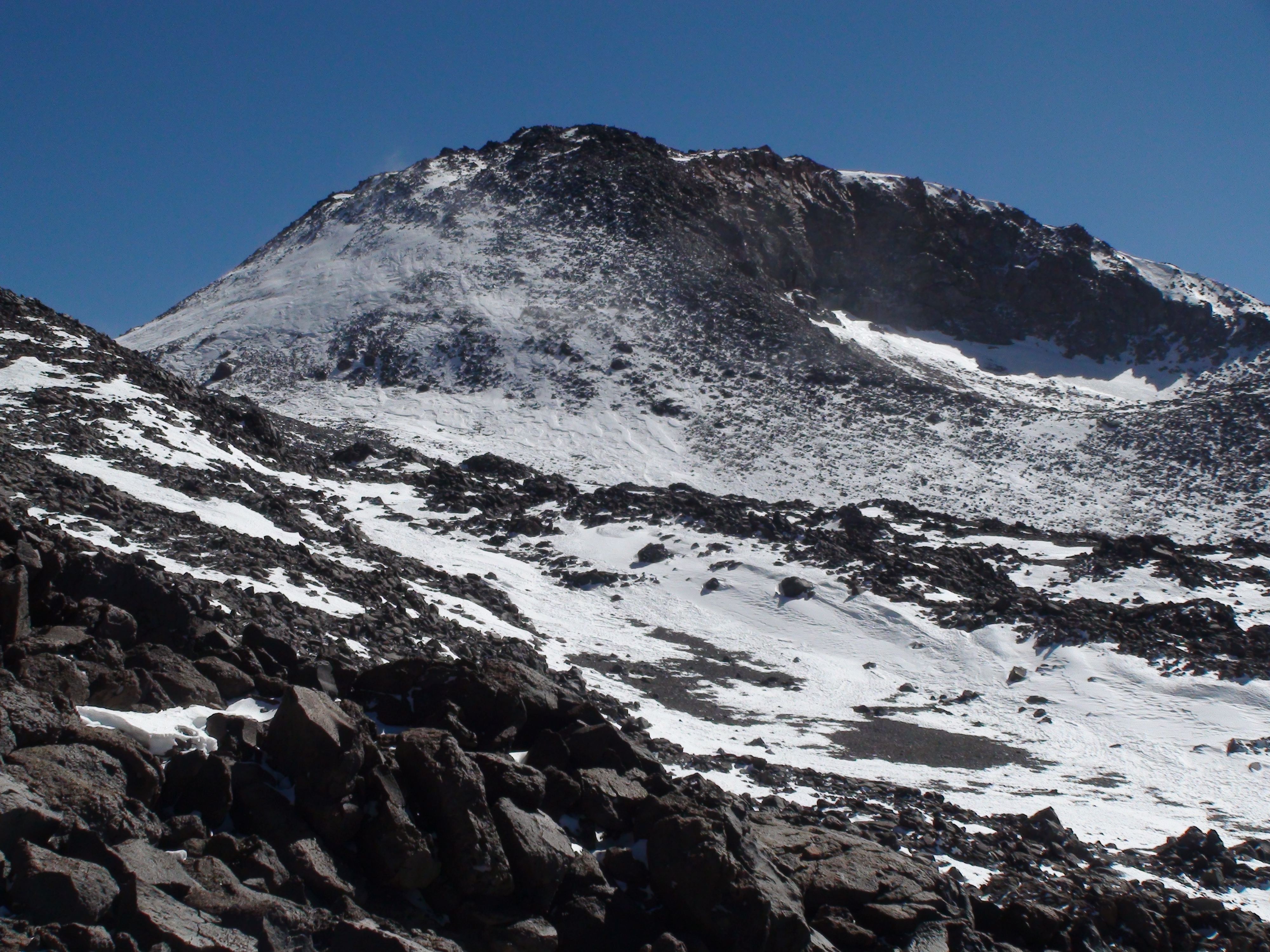
Вид на главную вершину с плато центральной вершины

Комплекс занимает площадь 25 кв. км и состоит из стратовулканов, лавовых куполов и лавовых потоков. Имеются сообщения о фумарольной активности. Де Сильва и Фрэнсис (1991) считают, что последний раз вулкан был активен в голоцене. Комплекс Типас-Серро Байо был активен 2,9–1,2 миллиона лет назад с дацитами и риолитами. Состав магмы типичен для стратовулканов Анд. Томографические исследования подстилающей коры указывают на характер сейсмического затухания под Типасом.

## Высота
Официальная высота вулкана составляет 6658 метров, однако доступные цифровые модели дают другие значения: SRTM (6663 м ), ASTER (6627 м ),  TanDEM-X (6699 м ), ручное GPS-исследование Максимо Кауша в апреле 2013 года (6688 метров), что в среднем составляет около 6670 м.
Высота ближайшей опорной седловины равна 6019 м, превышение составляет 651 м. Типас указан как доминирующая вершина , и его доминирование составляет 9,76%. Его родительская вершина — Охос-дель-Саладо, а топографическая изоляция составляет 9,8 км. Эта информация была получена в ходе исследования Сюзанны Имбер в 2014 году.

## Внешние ссылки
- Elevation information about Walther Penck
- Weather Forecast at Walther Penck
- Information about Cazadero